# Aminu
Aminu, Aminum (Aminu, zapisywane A-mi-nu) – według Asyryjskiej listy królów 26 król Asyrii, syn i następca Ilu-kabkabi, a tym samym starszy brat Szamszi-Adada I (1808-1776 p.n.e.). Jego imię jest ostatnim w sekcji „10 królów, których ojcowie są [znani]”. Obecnie wiadomo, iż władcy ci nigdy nie panowali w Asyrii, a umieszczeni zostali w Asyryjskiej liście królów tylko dlatego, iż byli przodkami Szamszi-Adada I, amoryckiego uzurpatora, który przejął kontrolę nad miastem-państwem Aszur. Skryba układający Asyryjską listę królów dodatkowo „uczynił” Aminu ojcem Sulili, jednego z wczesnych, rodzimych władców Aszur, choć ten panował ok. 200 lat przed Szamszi-Adadem I. Zabiegiem tym skryba ten chciał najprawdopodobniej włączyć amoryckich przodków Szamszi-Adada I do listy władców, którzy poprzedzali go na tronie Aszur.
Zdaniem uczonych Aminu rządził w mieście Ekallatum, leżącym na północ od Aszur. Przejął on tam władzę po swym ojcu, Ilu-kabkabi. Po śmierci Aminu władza nad tym miastem przeszła w ręce jego brata Szamszi-Adada I, a następnie Iszme-Dagana I, syna Szamszi-Adada I.
Zachowały się dwie pieczęcie cylindryczne należące do dwóch osób nazywających siebie „sługą Aminum” (ARAD a-mi-nim). Pierwsza z pieczęci, znajdująca się obecnie w Luwrze (nr inwent. A 360) należała do „Ribam-ili, skryby, sługi Aminum”, natomiast druga, przechowywana obecnie w Muzeum Brytyjskim (nr inwent. BM 89034), należała do „Muqaddimuma, sługi Aminum”.